# Francis G. Castles
Francis Geoffrey Castles (* 16. September 1943 in Melbourne) ist ein australisch-britischer Politikwissenschaftler und Hochschullehrer.

## Leben und Wirken
Der in Australien gebürtige Francis G. Castles studierte Politikwissenschaft an der University of Leeds und erwarb dort 1964 den Bachelorgrad. Dort promovierte er später zum LittD. Von 1970 bis 1986 lehrte er als Dozent bzw. Professor an der Open University in Milton Keynes. Von 1996 bis 2001 hatte er eine Professor an der Australian National University in Canberra inne. Von 2001 bis 2007 lehrte er dann an der University of Edinburgh. Er gehört mehreren Fachgremien in Großbritannien und Australien an.
In seinen Veröffentlichungen beschäftigt sich Castles zunächst mit den Wirken von Parteien und Interessengruppen. Hauptsächlich arbeitet er über die Probleme der Entwicklung des Wohlfahrtstaates, vor allem in Skandinavien, Australien und Neuseeland.

## Veröffentlichungen (Auswahl)
Monographien
- Pressure groups and political culture. Routledge, London 1967.
- Politics and social insight. Routledge, London 1971, ISBN 0-7100-6989-8.
- The social democratic image of society. A study of the achievements and origins of Scandinavian Social Democracy in comparative perspective. Routledge, London 1978, ISBN 0-7100-8870-1.
- The working class and welfare. Reflections on the political development of the welfare state in Australia and New Zealand, 1890-1980. Allen & Unwin, Wellington 1985, ISBN 0-86861-661-3.
- Australian public policy and economic vulnerability. Allen & Unwin, Sydney 1988, ISBN 0-04-324021-6.
- Comparative public policy. Patterns of post-war transformation. Elgar, Cheltenham 1998, ISBN 1-85898-816-0.
- The future of the welfare state. Crisis myths and crisis realities. Oxford University Press, Oxford 2004, ISBN 0-19-927392-8.

Aufsätze
- Comparing the Australian and the Scandinavian welfare states. In: Scandinavian political studies, Bd. 17 (1994), S. 31–46.
- Welfare state development in Southern Europe. In: West European politics, Bd. 18 (1995), H. 2, S. 291–313.
- Needs-based strategies of social protection in Australia and New Zealand. In: Gøsta Esping-Andersen (Hrsg.): Welfare state in transition. National adaptations in global economies. Sage, London 1996, S. 88–115, ISBN 978-0-7619-5047-9.
- Die institutionelle Form des australischen Sozialstaats. In: Internationale Revue für soziale Sicherheit, Bd. 50 (1997), S. 27–46.
- (Mitautor): Bremst der Föderalismus den Leviathan? Bundesstaat und Sozialstaat im internationalen Vergleich, 1880 – 2005. In: Politische Vierteljahresschrift, Bd. 46 (2005), S. 215–237.
- Wesen und Effekte von Wohlfahrtsstaaten. Eine Analyse programmspezifischer Sozialausgaben. In: Herbert Obinger/Elmar Rieger (Hrsg.): Wohlfahrtsstaatlichkeit in entwickelten Demokratien. Reformen und Perspektiven. Festschrift für Stephan Leibfried. Campus, Frankfurt/M. 2009, S. 217–239, ISBN 3-593-38918-5.

Als Herausgeber
- (Mithrsg.): Decisions, organizations and society. Selected readings. Penguin Books, Harmondsworth 1971, ISBN 0-14-080609-1.
- The impact of parties. Politics and policies in democratic capitalist states. Sage, London 1982, ISBN 0-8039-9787-6.
- Visions and realities of party government. De Gruyter, Berlin 1986, ISBN 978-3-11010651-0.
- (Mithrsg.): Managing mixed economies. De Gruyter, Berlin 1988, ISBN 3-11-010941-7.
- The comparative history of public policy. Polity Press, Cambridge 1989, ISBN 0-7456-1069-2.
- Australia compared. People, policies and politics. Allen & Unwin, London 1991, ISBN 0-04-442339-X.
- Families of nations. Patterns of public policy in Western democracies. Dartmouth, Aldershot 1993, ISBN 1-85521-345-1.
- Great experiment. Labour parties and public policy transformation in Australia and New Zealand. Auckland University Press, Auckland 1996, ISBN 1-86940-134-4.
- (mit Christopher Pierson): The welfare state. A reader. Polity Press, Cambridge 200 (3. Aufl. 2014, ISBN 978-0-7456-6368-5).
- (mit Geoffrey Brennan): Australia reshaped. 200 years of institutional transformation. Cambridge University Press, Cambridge 2002, ISBN 0-521-81749-8.
- (Mithrsg.): Federalism and the welfare state. New world and European experiences. Cambridge University Press, Cambridge 2005, ISBN 0-521-61184-9.
- The disappearing state? Retrenchment realities in an age of globalisation. Elgar, Cheltenham 2007, ISBN 978-1-84720-986-3.
- The Oxford handbook of the welfare state. Oxford University Press, Oxford 2010, ISBN 978-0-19-957939-6.